# Chřzín
Chřzín är en ort i Tjeckien.   Den ligger i regionen Mellersta Böhmen, i den centrala delen av landet, 25 km norr om huvudstaden Prag. Chřzín ligger 200 meter över havet och antalet invånare är 222.
Terrängen runt Chřzín är platt. Runt Chřzín är det ganska tätbefolkat, med 124 invånare per kvadratkilometer. Närmaste större samhälle är Mělník, 15,7 km öster om Chřzín. Trakten runt Chřzín består till största delen av jordbruksmark.